# Sieben Tote in den Augen der Katze
Sieben Tote in den Augen der Katze (Originaltitel: La morte negli occhi del gatto) ist ein dem Genre Thriller zugehöriger Kriminalfilm aus dem Filmjahr 1973, der in deutsch-italienisch-französischer Koproduktion entstanden ist. Er lässt sich sowohl dem Giallo zuordnen, ist aber auch ein Vertreter der Edgar-Wallace-Epigonen. Er ist eine Adaption eines Romans von Peter Bryan.

## Handlung
Schloss Dragstone in Schottland liegt sehr abgelegen. Es gehört Lady Mary MacGrieff und ihrem Sohn James. Corringa, die Tochter von Marys Schwester Lady Alicia, kehrt eines Tages aus dem Internat zurück, weil sie von dort wegen Unzucht mit Jungen verwiesen wurde. Rund um die Familie MacGrieff gibt es eine unheimliche Legende: Jeder, der von einem Menschen gleichen Blutes getötet wird, wird zum Vampir. Kurz nach Corringas Ankunft wird ihre Mutter gewaltsam ermordet, und einige Tage später stirbt auch ein Diener. Die Morde gehen weiter: Ein Arzt, der Liebhaber von Lady Mary, die Prostituierte Suzanne und eine weitere Bedienstete werden getötet. Der Rasiermessermörder wird immer von einer orangen Katze begleitet, die die einzige Zeugin der Taten ist. James wird zu Unrecht der Taten verdächtigt. Er wurde schon zuvor fälschlicherweise beschuldigt, seine Schwester als Kind getötet zu haben. In Wahrheit war die Täterin allerdings seine Mutter in Komplizenschaft mit dem Arzt Dr. Franz Herz. Er verschanzt sich in den Gewölben des Schlosses. Währenddessen geschieht ein weiterer Mord. Corringa meint, dass die Täterin ihre Tante Lady Mary ist. Die junge Frau versucht, ihr zu entkommen, und versteckt sich im unübersichtlichen, weitläufigen Kellergewölbe des Schlosses, wo jedoch der wahre Mörder auf sie wartet. Dieser ist entschlossen, alle ihre Verwandten auszulöschen, um das Schloss in seinen Besitz zu bringen. Dabei handelt es sich um den falschen Kaplan Robertson. Der echte Kaplan wurde von ihm getötet und er nahm dessen Identität an (wie man auch in der Vorspannsequenz sieht). In Wirklichkeit ist auch er ein MacGrieff mit Wohnsitz in den Vereinigten Staaten. Er hat gerade auch Lady Mary getötet, doch als er Corringa angreifen will, wird er von der Polizei erschossen, die zusammen mit James herbeigeeilt ist.

## Hintergrund
Bereits 1970 entstanden erste Planungen zu diesem Film. Die Münchner Roxy-Film von Produzent Luggi Waldleitner wollte den Krimi unter dem Titel „Corringa“ nach einem Drehbuch von Manfred Purzer produzieren, Regie sollte Alfred Vohrer führen. Da dieser anderweitig beschäftigt war, kam es zu einer Verschiebung, schließlich zu einer Koproduktion und einer Überarbeitung des Drehbuchs. Gedreht wurde schließlich im Februar und März 1972. Die Innenaufnahmen fanden in Rom statt, das schottische Schloss Dragstone stand eigentlich rund 50 Kilometer vor Rom. Es handelt sich dabei um das Castello Massimo in Arsoli.
Antonio Margheriti führte unter seinem Pseudonym Anthony M. Dawson Regie. In Italien startete der Film am 12. April 1973 in den Kinos und spielte insgesamt 219.556.000 Lire ein. In Deutschland kam Sieben Tote in den Augen der Katze am 7. Dezember 1973 in die Lichtspielhäuser, während er ab dem 23. Januar 1974 unter dem Titel Les Diablesses in Frankreichs Kinos gezeigt wurde.
Die Hauptrolle übernahm Jane Birkin, die gerade mit dem Lied Je t’aime … moi non plus einen Riesenerfolg gelandet hatte. Serge Gainsbourg, der Komponist und ihr Partner, spielte den Inspektor.
Die Produktionsleitung hatte Tommaso Sagone übernommen, für die Ausstattung war Ottavio Scotti verantwortlich, die Kostüme realisierte Mario Giorsi, die Aufnahmeleitung hatte Franz Achter.
| Darsteller           | Sprecher           | Rolle           |
| -------------------- | ------------------ | --------------- |
| Jane Birkin          | Dagmar Heller      | Corringa        |
| Hiram Keller         | Elmar Wepper       | Lord James      |
| Serge Gainsbourg     | Klaus Schwarzkopf  | Inspektor       |
| Françoise Christophe | Marianne Wischmann | Lady Mary       |
| Venantino Venantini  | Manfred Schott     | Pater Robertson |
| Anton Diffring       | Holger Hagen       | Dr. Franz Herz  |
| Konrad Georg         | Konrad Georg       | Campbell        |
| Doris Kunstmann      | Doris Kunstmann    | Suzanne         |
| Luciano Pigozzi      | Leo Bardischewski  | Angus           |

## Kritik
Cinema.de schrieb mit gemischten Gefühlen über die Produktion: „Wo muss ein deutsch-italienisch-französischer Gruselkrimi spielen? Klar doch: in Schottland. […] Der Griff in die Klischeekiste lässt den Edgar-Wallace-Verschnitt fast parodistisch anmuten. - Trashiger Blödsinn, aber recht spannend“. Das Lexikon des Internationalen Films meinte: „Übliches Mörder-Ratespiel mit Gruseleffekten und guter Kameraführung.“